# جون كينيدي أوكونور
جون كينيدي أوكونور (بالإنجليزية: John Kennedy O'Connor)‏ هو صحفي بريطاني، ولد في 1964.